# BVG-Baureihe JK

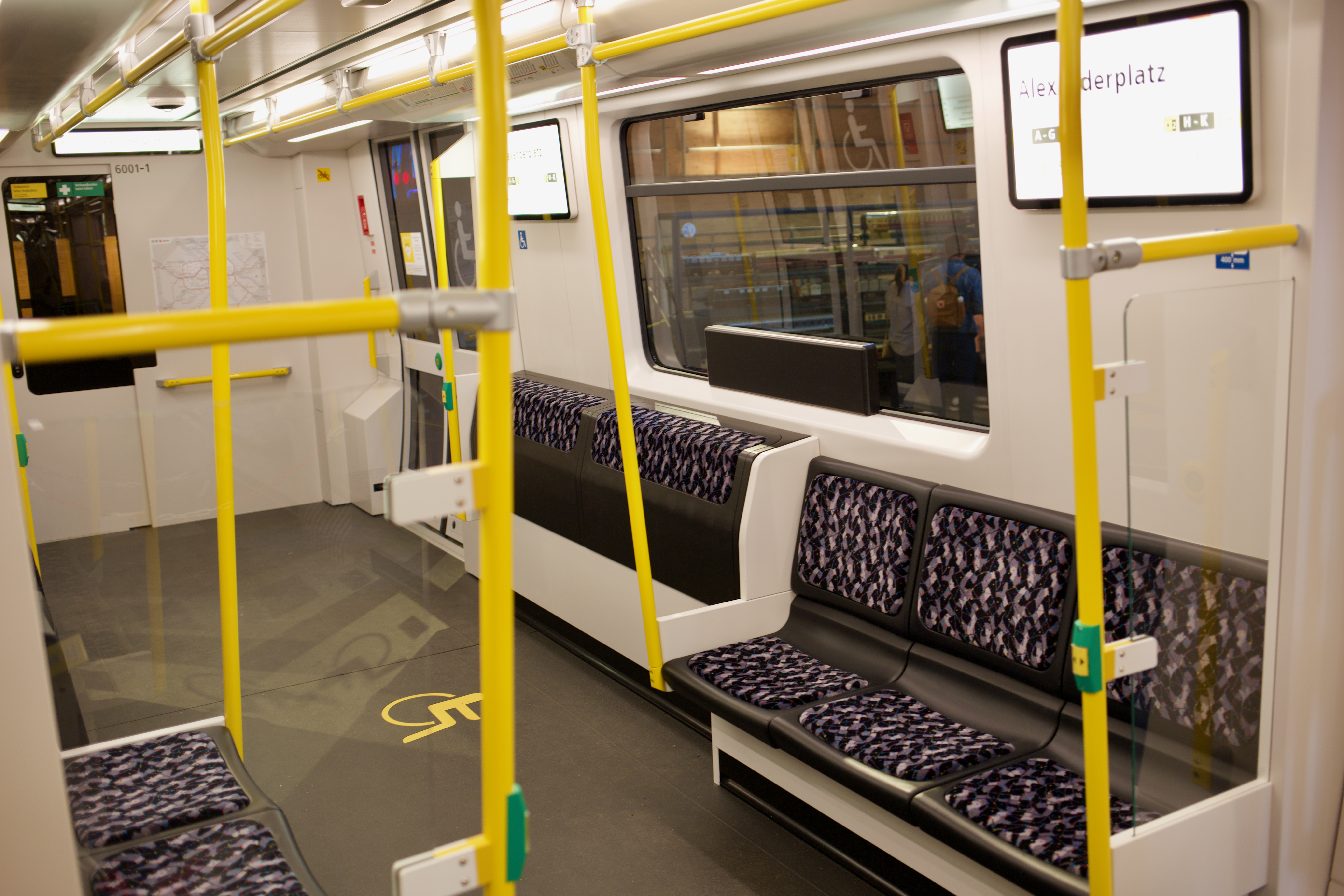
Mock-up der Baureihe JK im Deutschen Technikmuseum in Berlin

Die BVG-Baureihe JK ist eine von den Berliner Verkehrsbetrieben (BVG) bestellte Baureihe für das Kleinprofilnetz der Berliner U-Bahn. Die Baureihe JK ist technisch sehr eng mit der Großprofilbaureihe J verwandt. Der erste fertiggestellte Zug der Baureihe wurde im Januar 2024 vorgestellt. Es kam zu Verzögerungen aufgrund technischer Probleme, sodass die Fahrzeuge ab September 2025 in den Regelbetrieb gehen sollen.

## Beschaffung
Um ihre veraltete Fahrzeugflotte abzulösen und eine Angebotsausweitung zu ermöglichen, schrieb die BVG im Oktober 2016 die Beschaffung neuer Fahrzeuge für das Großprofil und das Kleinprofil aus. Für das Kleinprofil sollten 440 und für das Großprofil 1060 neue Wagen für einen Preis von drei Milliarden Euro beschafft werden. Auf die Ausschreibung bewarben sich die Hersteller Alstom und Stadler sowie ein Konsortium von Siemens und Bombardier. Den Zuschlag zum Bau der neuen Wagen wollte die BVG am 20. Mai 2019 an Stadler erteilen, allerdings legte Alstom hiergegen zunächst Einspruch bei der Vergabekammer ein. Nachdem dieser Einspruch abgelehnt wurde, klagte Alstom beim Berliner Kammergericht. Das Gericht entschied am 20. März 2020 das Verfahren zu Gunsten der BVG, sodass die Züge der Baureihen J und JK nunmehr bei Stadler bestellt werden konnten.
Die BVG hat zunächst 262 Wagen der Baureihe JK bestellt, mit einer Option auf weitere 178. Laut der Antwort auf eine Parlamentarische Anfrage im Sommer 2021 sollten die ersten 16 Wagen 2023 ausgeliefert werden, im Jahr 2022 lediglich vier Wagen der Baureihe J. Diese Termine konnten jedoch nicht eingehalten werden. Die Testfahrten sollten ab dem 22. Januar 2024 starten, nachdem der erste Zug am 11. Januar 2024 am U-Bahnhof Olympiastadion der BVG übergeben und der Öffentlichkeit präsentiert wurde. Ab Spätsommer 2024 sollten die Züge dann für zwölf Wochen vorerst probeweise in den Fahrgastbetrieb gehen. Aufgrund technischer Probleme, unter anderem bei der Software, und Lieferengpässen kam es zu Verzögerungen, sodass der Testbetrieb erst im Herbst 2024 begann. Die Serienlieferung verschob sich auf frühestens März 2025, womit der Regelbetrieb auf den Kleinprofillinien im September 2025 starten soll, zuerst auf der Linie U2. Am 30. Juni 2025 mit geplantem Ende Mitte Juli begann ein simulierter Fahrgastbetrieb auf der Linie U2.
Geplant ist eine Nutzungszeit von 40 Jahren. Die Züge werden von Stadler im Werk in Pankow gebaut, wo Stadler für diesen Auftrag eine weitere Fertigungshalle errichtet. Stadler garantiert für 32 Jahre Ersatzteile. Ein Mock-Up eines Endwagens wurde in Berlin im Deutschen Technikmuseum ausgestellt.

## Fahrzeugbeschreibung
Die Züge der Baureihe JK können als durchgängige Zwei- oder Vier-Wagen-Einheiten mit jeweils einem Führerstand in den Endwagen zusammengestellt werden. Im Gegensatz zu den Zügen der beiden Vorgängerbaureihen HK und IK ist es damit möglich, sie auch als Zwei- und Sechs-Wagenzüge einzusetzen. Die 140 bestellten Wagen sollen als 36 Zwei-Wagen-Züge und 17 Vier-Wagen-Züge ausgeliefert werden. Die Baureihe JK wird auf Basis der Baureihe IK entwickelt. Um den Aufwand bei der Ersatzteilhaltung zu reduzieren, werden möglichst viele gemeinsame Bauteile mit der Baureihe J verwendet.
Die Wagenkästen sind aus Aluminium gefertigt und erhalten zwei Türen pro Seite, die 1300 mm breit sind. Dies weicht von der zuvor genutzten Anordnung von drei Türen pro Wagenseite ab und ähnelt der Türanordnung der Baureihe G. Die Türsäulen sind schmaler als die der Baureihe IK. Zwischen den Türen wird jeweils nur noch ein Fenster angeordnet, neben dem die Monitore des Fahrgastinformationssystems platziert werden. Wie bei den Wagen der Baureihe J liegen die Anzeigen des Fahrgastinformationssystems innen und außen sowohl an den Frontseiten der Fahrzeuge, als auch an den Seiten.
Die Mehrzweckabteile befinden sich in den Endwagen. Eine Zwei-Wagen-Einheit verfügt über 28 Sitz- und 114 Stehplätze, eine Vier-Wagen-Einheit über 88 Sitz- und 222 Stehplätze.